# GS1
GS1 og GS1 Denmark er en verdensomspændende standardiseringsorganisation, som arbejder for sine danske og udenlandske medlemsvirksomheder. GS1 udbreder standarder og services, som forsøger at understøtte aktører i at skabe en effektiv forsyningskæde, f.eks. med:
- Stregkoder.
- Udveksling af stamdata, ordrer og fakturaer.
- Spore produkter og forsendelser.

Hele GS1 er en neutral, not-for-profit medlemsorganisation og NGO. I Danmark er ca. 13.500 virksomheder medlem, og på verdensplan drejer det sig om ca. 2 millioner virksomheder spredt over 116 forskellige lande.
GS1 fokuserer på aktører i forsyningskæden, bl.a. producenter, leverandører, distributører, logistikudbydere, toldorganisationer, softwarehuse og myndigheder.

## Historisk
GS1 skiftede fra navnet EAN International-Uniform Code Council (EAN-UCC) i 2005 til "GS1" og heraf "GS1 Denmark". EAN-UCC blev til i 2002 da den amerikanske organisation Uniform Code Council blev medlem af EAN International.
EAN International skiftede fra European Article Number Association, da EAN fik medlemmer udenfor Europa og foreningen ændrede derfor navn.
European Article Number Association (forkortelse EAN) var en forening, som blev stiftet i 1977 af handels- og industribedrifter i 12 europæiske lande.

## Industrier

### Retail og Markedspladser
Retail eller detailhandel var den første industri, som GS1 begyndte at udvikle sig indenfor, og opretholdelsen af gennemsigtighed igennem standarder i retail-branchen har været standardiseringsorganisationens centrale fokus lige siden.
GS1's grundlæggende fokusområder indenfor retail indebærer bæredygtighed, datakvalitet og sporbarhed af produkter i forsyningskæden fra deres oprindelse til levering mellem producenter, udbydere og forbrugere.
Som forbrugeren fortsætter med at skifte præferencer fra fysiske butikker til online handel, har GS1 forsøgt at udvikle standarder til forbrugerens fordel, som kan identificere produkter på tværs af globale online markedspladser.
Store e-commerce virksomheder som Amazon, eBay og Google Shopping kræver, at brugere og handelsudbydere anvender GS1 GTIN's til salg på deres hjemmeside.

### Sundhedssektor
GS1 Healthcare arbejder i hele verden for visionen øget patientsikkerhed. Dette forsøges eksekveret ved samarbejde mellem adskillige parter i sundhedssektoren om at implementere standarder, for større sporbarhed og sikkerhed i forsyningskæden fra producent til patient.
Sundhedssektoren er i dag en global sektor, hvor både forsyningskæder og lovgivning har konsekvenser ud over landegrænser.
Andre industrier
GS1 opererer i andre industrier såsom transport & logistik, food-service og tekniske industrier.